# スルヂャン・アンドリッチ
スルヂャン・アンドリッチ（Srđan Andrić、1980年1月5日 - ）は、クロアチア・ドゥブロヴニク出身の元クロアチア代表サッカー選手。ポジションはMFまたはDF。

## クラブ経歴
1999年、19歳にしてハイドゥク・スプリトでトップチームデビューすると、すぐさまレギュラーに定着し、2003-04シーズンにはキャプテンも務めた。
2004年には、パナシナイコスFCに移籍した。
2007年にハイドゥク・スプリトに復帰し、現役最後のクラブにはアル・ワフダ・アブダビを選んだ。
現在はハイドゥク・スプリトで下部組織の指導にあたっている。